# Sonja Vidovich Imhof
Sonja Vidovich Imhof je urugvajska pjesnikinja hrvatskog podrijetla.
Mati je urugvajske slikarice Elene Rivero Vidovich. Sonja pripada trećem naraštaju hrvatskih iseljenika.
Njena djela su okarakterizirana kao egzistencijalističko pjesništvo.
S kćeri je dvaput organizirala t.zv. "dvostruko kulturno predstavljanje slikarstva i poezije", u smislu što joj je kćer Elena ručno oslikala korice njenih knjiga pjesama, "100 tapas y un poema" i knjiga "Chocolate".

## Nagrade
Njene pjesničke knjige, čije je korice oslikala joj kćer Elena, urugvajsko je Ministarstvo obrazovanja i kulture proglasilo djelima od nacionalne i kulturne važnosti.

## Djela
(popis nepotpun)
- En Un Aire Esperado
- Chocolate
- 100 tapas y un poema
- Con el alma suelta

## Vanjske poveznice
- [neaktivna poveznica] Con sabor a chocolate
- Galería de Arte - Portón de San Pedro[neaktivna poveznica] Životopis Elene Rivero Vidovich, govori i o Sonji Vidovich Imhof
- Hrvatska matica iseljenika[neaktivna poveznica] Prvi puta jedan urugvajski umjetnik izlaže u Hrvatskoj
- Universidad Complutense de Madrid UCM recibidos Matilde Bianchi, Marta de Arévalo, Gladys Afamado ... (pozor, velika datoteka, 4,5 MB)